# Rio Sul Center
Il Rio Sul Center è un grattacielo di Rio de Janeiro in Brasile.

## Storia
I lavori di costruzione della torre, progettata dall'architetto Ulysses Burlamaqui, iniziarono nel 1976 e vennero completati nel 1982.

## Descrizione
L'edificio sorge nel quartiere di Botafogo e presenta un'altezza di 163 metri per 48 piani, cosa che ne fa il più alto edificio di Rio de Janeiro. La torre è a destinazione commerciale.